# ブルーアーカイブ -Blue Archive-の登場キャラクター
本項では、スマートフォン向けゲームアプリ『ブルーアーカイブ -Blue Archive-』の登場キャラクター（ブルーアーカイブ の とうじょうキャラクター）とその所属学校・組織について解説する。
キャラクターはいずれの言語版においても、そのまま日本風の名前となっている。また、名字は日本版でのみ使用されており、グローバル版では使用されていない。
キャラクターデザイン担当者は当初は「原画」のみがクレジットされていたが、2022年9月のアップデート以降は「デザイン」と「イラスト」で別個にクレジットされるようになった。水着などの衣装違いのキャラクターの場合はデザイン担当者が変更されている場合もある。本項目では通常バージョンのイラストレーターのみを記載する。デザインとイラストが区別されていない場合は同一のものとする。

## シャーレ（S.C.H.A.L.E.）
先生
「シャーレ」の担当顧問。
ゲーム内におけるプレイヤーの分身という位置づけであることから、作中で顔が描かれることはなく、性別も含めてプレイヤーの想像にゆだねられている。
漫画『便利屋68業務日誌』の先生
メガネをかけた男性。目にハイライトがなく、目の下にはクマがある。白い制服を着ている。
漫画『ゲーム開発部だいぼうけん！』の先生
天井に頭がつくほどの巨漢の男性。「シャーレ」と文字が書かれたワイシャツを着ている。かつては違った姿ではあるようで、第1話の初登場時には生徒たちから別人だと勘違いされていた。セリフはない。
アニメ『The Animation』の先生
声 - 坂田将吾
スーツを着た男性。

アロナ（A.R.O.N.A.）
声 - 小原好美 / デザイン - Hwansang
「シッテムの箱」のシステム管理者でありメインOS。「先生」をサポートする秘書。
プラナ
声 - 小原好美 / デザイン - DoReMi
「シッテムの箱」に居る、アロナの別の時間軸の存在。「先生」をサポートする秘書。
プラナという名は「プラネタリウム」にちなんでアロナがつけたもの。

## 連邦生徒会
学園都市キヴォトスの統治組織。現在は連邦生徒会長が失踪しており、会長代行の七神リンによって捜索が行われている。会長不在の影響でキヴォトスは混乱に陥っている。ロゴマークは都市中央の巨大タワーを象り、簡素な公的機関の印象をイメージしたもの。戦闘に出ることはない。
連邦生徒会長
声 - 小原好美
実名不詳。本編においては消息不明。
その容姿はアロナに酷似している。
七神 リン（なながみ リン）
声 - 大原さやか / デザイン - Hwansang
3年生。首席行政官を務める。
冷徹な仕事ぶりで多くの生徒に怖がられているが、本人はあまり気にしていない。
「総力戦」「大決戦」の画面に登場。
由良木 モモカ（ゆらぎ モモカ）
声 - 井口裕香 / デザイン - Hwansang
1年生。リンとは正反対の怠け者だが、周囲の批判を気にしない所はそっくり。好物は明太子味のポテトチップス。
「指名手配」「特別依頼」の画面に登場。
不知火 カヤ（しらぬい カヤ）
デザイン - kokosando
3年生。防衛室所属。
キヴォトスで起きる治安問題の責任者。連邦生徒会の代わりに問題を解決してくれるシャーレには感謝している。
実態は現在の生徒会のやり方に疑問を抱き、カイザーコーポレーションと結託、かつFOX小隊を配下に降し、自らを「超人」と名乗り生徒会の転覆とシャーレの解体を企む。
扇喜 アオイ（おき アオイ）
声 - 斉藤佑圭 / デザイン - YutokaMizu
財務室長。
「シャーレの総決算with連邦生徒会」の画面に登場。
岩櫃 アユム（いわびつ アユム）
声 - 大坪由佳 / デザイン - DoReMi
調停室所属。先生の働きぶりには驚いている。
「ミッション」の画面に登場。
ハイネ
体育部所属。脳筋体質で騙されやすい。
スモモ
所属不明。モモカと姿が似ており、いつも眠たそうにしている。

## アビドス高等学校
かつてはキヴォトス最強・最大の学園だった。しかし自治区内の未だ広がり続ける砂漠からの砂の流入、その撤去に莫大な資金を投入したため財政難に陥り、廃校寸前。数千人いた生徒も今では5人にまで減ってしまっている。

### 対策委員会
正式名称は「アビドス廃校対策委員会」。アビドスの抱えた莫大な借金を返済し廃校を避けるため、たったの5人で活動している。しかし、ローンの完済まで300年以上かかる計算のため、資金調達の他、日々校内に流入してくる砂の清掃や人の減り続けるアビドス自治区の見回りなどに心身を砕いている。
砂狼 シロコ（すなおおかみ シロコ）
声 - 小倉唯 / デザイン - Hwansang
基本的に口数が少なく、表情の変化がほとんどないため冷たい印象もあるが、実は誰よりアビドス高等学校を大事にしている。
学校の復興のために極端なアイディアを提案することも多く、vol.1「対策委員会編」では資金調達の手段として、他のメンバーとともに銀行強盗を行った。なお、銀行強盗は普段から計画をよく立てているが、あくまでも実行するのではなくシミュレーションを行うことが趣味であると語っている。
趣味はジョギング、体力トレーニング、ロードバイクなど。
小鳥遊 ホシノ（たかなし ホシノ）
声 - 花守ゆみり / デザイン - 9ml
委員長。かつてはアビドス生徒会の副会長を務めていた。
おじさんのような口癖が特徴で、仕事よりは遊ぶことが好き。そのため普段は委員会のメンバーにたしなめられてばかりだが、任務が始まると他のメンバーを守ろうと最前線で奮闘する。
2年前に副委員長であった時は非常に攻撃的で獰猛な性格であり、「暁のホルス」の二つ名で周囲から恐れられていた。
ホシノ＊テラー
ホシノが「自分がユメを死なせた」という過去のトラウマを抉る地下生活者の精神攻撃を喰らって暴走した姿。外見はシロコ＊テラーとは異なり、赤い思念体のような姿で髪型は2年前の時に近くなっている。
シロコ＊テラーはシロコと共闘する際に「前に戦ったことがある」と発言しており、シロコ＊テラーの時間軸のホシノもテラー化したとされる。
黒見 セリカ（くろみ セリカ）
声 - 大橋彩香 / デザイン - Hwansang
会計担当。
小言が多く、自分の感情を表すことに躊躇しないタイプ。
事あるごとに学校が潰れてくれと言ってしまうが、実は学校の借金を返すために他の仲間に隠れてバイトをしているほど、学校への思い入れが強い。
十六夜 ノノミ（いざよい ノノミ）
声 - 三浦千幸 / デザイン - 9ml
感情豊かで優しい性格をしており、極端な性格の持ち主が多い対策委員会のメンバーをまとめる精神的な支えとしての役割を担っている。
表向きには明らかにしていないが、アビドスの企業「セイント・ネフティス社」を経営する一族出身の令嬢で、企業が経営する中学校を卒業後は親のコネでハイランダー鉄道学園に入学する予定だったが、企業のアビドス復興を失敗するのを見て周囲の反対を押し切りアビドス高等学校に入学した。
対策委員会のおやつ代はほとんど彼女のお小遣いから出ている。あくまでも自分たちの力で借金を返済することを目標としているため、実家のお金を使うことは周りのメンバーからは止められている。
奥空 アヤネ（おくそらアヤネ）
声 - 原田彩楓 / デザイン - Hwansang
書記。セリカとは同じ中学校からの同級生。
原則と規則を重視している。アビドス高等学校の復興のため、ひたむきに努力している。
梔子 ユメ（くちなし ユメ）
声 - 渕上舞（アニメ版）
ホシノの先輩である前委員長。髪型と服装が現在のホシノと酷似しており、ホシノから「バカ」呼ばわりされるほど能天気で楽観的な性格。
本編開始前から既に故人。砂漠で遭難し脱水症状により命を落としたとされ、遺体はホシノに発見された。

## ゲヘナ学園
自由と混沌を校風としており、治安が悪いことで知られている。規則などお構いなしに違法サークルが乱立している。悪魔のような風貌をした生徒が多く、その多くは良くも悪くも強かな性格。そのせいか、他の学園からの評判は押し並べて芳しくない。

### 風紀委員会
ゲヘナの風紀を取り締まる委員会で、万魔殿に代わり、実質的にゲヘナの雑事全般を取り仕切っている。元来自由な校風のゲヘナなので、それを統制する風紀委員会は苦労が絶えない。キヴォトス全体から一目置かれているチームだが、委員長のヒナに（風紀委員はもとよりゲヘナ学園全体が）依存している、という弱点を抱えている。
空崎 ヒナ（そらさき ヒナ）
声 - 広橋涼 / デザイン - DoReMi
風紀委員長。
基本的にはものぐさで、事あるごとに面倒だと口にする一方、校則の話になると途端に厳しくなる。常に職務に追われているため余暇の時間などはなく、プロフィールの趣味の欄には「睡眠・休憩」と記載されている。
また、冷静で素早い判断や高い戦闘能力から、敵対組織から恐れられている。
銀鏡 イオリ（しろみ イオリ）
声 - 佐倉綾音 / デザイン - Mx2j
風紀委員会の切り込み隊長として、規則を違反した生徒を見つけると圧倒的な力で即座に処罰する。
頭の回転も速く、仕事もでき、戦闘センスも悪くない。ただし、敵を発見すると周囲が見えなくなるため、単純な落とし穴にも引っかかる。
火宮 チナツ（ひのみや チナツ）
声 - 香月はるか / デザイン - Mx2j
風紀委員会の救護担当で、事務仕事も兼任している。
風紀委員会の数少ない常識人で、アコやイオリのような他の風紀委員達が暴走した時のブレーキ役を出ている。
言葉使いが硬く冷たい印象を与えがちだが、可愛い動物の前ではメロメロになってしまう。
天雨 アコ（あまう アコ）
声 - 高野麻里佳 / デザイン - DoReMi
風紀委員会の行政官。
一見すると親切で善良そうな印象だが、規則に違反した生徒などに対してはかなり容赦がない。
ヒナのことを敬愛しており、右腕として行動を共にすることが多い。ゲヘナの生徒たちからは「ヒナのペット」などと呼ばれることもあるが、本人は特に気にしていない。

### 万魔殿（パンデモニウム・ソサエティー）
ゲヘナの生徒会。名目上は最高権力集団だが、組織としての機能はあまり高くない。そのため、その分の負担が風紀委員会にのしかかっている。
羽沼 マコト（はぬま マコト）
声 - 浅川悠 / デザイン - 春夏冬ゆう / イラスト - DoReMi
議長。議長であるにも関わらず性格は過激派に近く、ヒナからも呆れられている。ゲヘナで実質的な最高権力を持つヒナをやたらと敵視し、彼女に対する嫌がらせ的行為をいつも考えている。
棗 イロハ（なつめ イロハ）
声 - 福圓美里 / デザイン - DoReMi
議員のひとり。面倒くさがりな性格。ゲヘナと万魔殿が問題だらけであるため、業務は大量にあり、それらを日々淡々とこなしている。
丹花 イブキ（たんが イブキ）
声 - 春瀬なつみ / デザイン - ビョルチ
議員のひとり。11歳。
ゲヘナ学園におけるマスコット的な存在であり、特にメンバーたちからとても大切にされている。
京極 サツキ（きょうごく サツキ）
声 - 櫻井浩美 / デザイン - 本田ロアロ / イラスト - Mx2J
議員のひとり。常識人ではあるが催眠術を信用している。
元宮 チアキ（もとみや チアキ）
声 - 菅野真衣 / デザイン - dydldidl
書記。面白いことがあれば首を突っ込むタイプで、カメラを常備している。

### 給食部
ゲヘナの給食を切り盛りしている。しかしゲヘナの気質ゆえ、あまり重要視されていない。特に美食研究会には、食堂を爆破されたり備品の車を強奪されたりと酷い目に遭わされている。
愛清 フウカ（あいきよ フウカ）
声 - ファイルーズあい / デザイン - ヌードル
ゲヘナでは珍しい、優しくて真面目な生徒。
毎朝学園の生徒たちの食事を作っており（約4000人前）、料理はそれなりに上手だが、食堂の慢性的な人手不足もあって、その実力は過小評価されがち。ヒナも彼女の惨状に危機感を募らせている。それでも彼女はめげることなく、より美味しい食事を提供するため日々努力を重ねている。
牛牧 ジュリ（うしまき ジュリ）
声 - 田辺留依 / デザイン - nino
努力家だが、非常に料理が下手。しかし、食材の目利きには非常に優秀な能力を持つ。

### 美食研究会
美味しい食べ物を求める集団で、目的のために手段を択ばない（例：高級食材の強奪）ため、ゲヘナでも指折りのトラブルメーカーとして危険視されている。
黒舘 ハルナ（くろだて ハルナ）
声 - 田所あずさ / デザイン - whoisshe
美食研究会の部長。
金持ちのお嬢様のような孤高な気品を思わせるが、食べ物のこととなると周りが見えなくなる。
その食い意地に反して食は細く、あまり量は食べられない。
好きな食べ物は、もつ鍋やホルモンのような脂っこい食べ物。
赤司 ジュンコ（あかし ジュンコ）
声 - 金元寿子 / デザイン - DoReMi
ゲテモノを食べたり暴食を繰り返す他の美食研究会の部員達と違い、ある程度常識的な美食を楽しむ方だが、美味しい食べ物を目の前にすると理性を失ってしまうこともある。
獅子堂 イズミ（ししどう イズミ）
声 - 久保ユリカ / デザイン - Mx2j
食べ物への愛から、他人では理解できないようなゲテモノも好んで食べるようになった。
鰐渕 アカリ（わにぶち アカリ）
声 - 森嶋優花 / デザイン - 9ml
大人しい少女かと思いきや、キヴォトスの大食い大会で常にチャンピオンの座に座り続けるフードファイター。
基本的には穏やかで善良な性格だが、ゲヘナ学園の生徒らしく、時には他人をひどい目にあわせることも辞さない一面も持ち合わせている。

### 便利屋68（シックスティーエイト）
キヴォトスの裏社会で暗躍するアウトローな一流企業を目指しているが、万魔殿や風紀委員会に認められていないため、自称だけのペーパーカンパニーというのが実情。漫画『ブルーアーカイブ 便利屋68業務日誌 Request;hatchout』では主人公を務める。
陸八魔 アル（りくはちま アル）
声 - 近藤玲奈 / デザイン - DoReMi
社長（自称）。好き勝手に不法事業を行っている。
アル本人はかっこいい悪党としてふるまいたいと思っているものの、抜けているところが多いためすぐにバレてしまう。また、根は良い子でお人好しの傾向があり、罪悪感に悩まされることもある。
浅黄 ムツキ（あさぎ ムツキ）
声 - 大久保瑠美 / デザイン - DoReMi
室長。アルとは幼馴染でその本心を誰よりも理解しているが、特に配慮したりはしない。面白い事が大好きで、悪事への躊躇いは無い。その一方で仲間を大切に思う一面もあり、大事な人やモノを傷付けられたりすると激しい怒りを見せる事も。
伊草 ハルカ（いぐさ ハルカ）
声 - 石飛恵里花 / デザイン - DoReMi
平社員。社内では末っ子のような立ち位置にある。暗くて陰気な性格のため、幼い頃からずっといじめられてきたが、アルに助けられた過去がある。一方で、突飛な発想を持つ。
鬼方 カヨコ（おにかた カヨコ）
声 - 藤井ゆきよ / デザイン - DoReMi
課長。他の便利屋68のメンバーとは異なり悪意がないのにもかかわらず、生まれ持った顔つきが怖い（そのうえ寡黙である）という理由で不良と誤解されており、そのことを気にしている。また、野良猫に餌をやるなど、優しい一面もある。

### 救急医学部
ゲヘナにおける医療機関。風紀委員会のチナツも以前はこの部活の所属であった。
氷室 セナ（ひむろ セナ）
声 - 大西沙織 / デザイン - イコモチ
救急医学部の部長。
ゲヘナで日々起こり続ける事件・事故の中、あらゆる状況であっても、無愛想な顔で負傷者を運んでいる。
数多くの負傷者を救って来たものの、負傷者を「死体」と呼び間違える癖やその手荒な扱い方のせいで、一部の生徒からはやや遠巻きにされている。

### 温泉開発部
新たな温泉を求め、日夜キヴォトスのあちこちで掘削作業を続ける集団。しかし、温泉が出そうと思えば他校の敷地でも高速道路のど真ん中でもお構いなしに掘削作業を始めてしまうため、美食研究会と並ぶゲヘナの問題児集団として扱われている。
鬼怒川 カスミ（きぬがわ カスミ）
声 - 上坂すみれ / デザイン - Mx2J
温泉開発部の部長。
源泉が流れるならば全ての土地は温泉にしなければならないと主張しており、そのための過激な活動により指名手配されている。
過去にメグに命を救われたとされている。
下倉 メグ（しもくら メグ）
声 - 愛原ありさ / デザイン - NAMYO
温泉開発部・開発現場の作業班長。
すべての問題事は「撤去する」ことで解決できると強く信じている。
豪快で竹を割ったような性格や、高い撤去能力で温泉開発部員から厚い信頼を得ている。

### キラキラ部
活動内容未定の部活動。最初は帰宅部であったが、キララが実装時のミニストーリー「キララとエリカのキラキラな日」にて各部活動の一日体験を通じてキララが設立した。
夜桜 キララ（よざくら キララ）
声 - 山下七海 / デザイン - 枝野ひなこ / イラスト - Mx2J
格好はギャルそのものだが、誰とも仲良く接する友好的な性格。
旗見 エリカ（はたみ エリカ）
デザイン - Sabet / イラスト - DoReMi
キララの親友。

### 卒業生
「雷帝」
本編未登場、本名不明。2年前に武力を持ってゲヘナ学園の頂点に君臨し、キヴォトスを混沌に陥れた生徒。武力のみならず政治、策略、科学力にも優れ、「雷帝の遺産」と呼ばれる兵器群を開発してきた。
かつての部下の手により失脚し、ゲヘナ学園を卒業してから現在はキヴォトスを離れている。ヒナもマコトも雷帝やその遺産のことは非常に危険視しており、この点については協力して対処に当たる。

## トリニティ総合学園
キヴォトス最大級の学園の一つで、「パテル」・「フィリウス」・「サンクトゥス」の3つの学校が合併して生まれた経緯を持つ。文武両道を範とし優雅で善良な生徒が多いせいか、ゲヘナ学園とは仲が悪い。天使のような風貌をしている生徒が多い。
一見するとお嬢様学園に思えるが、大きな学園だからこその悩みも抱えている。

### ティーパーティー
トリニティ総合学園の生徒会。「パテル」「フィリウス」「サンクトゥス」の3つの派閥から選出された代表者が生徒会長「ホスト」を一定期間ごとに交代して運営されている。
桐藤 ナギサ（きりふじ ナギサ）
声 - 早見沙織 / デザイン - Fame / イラスト - DoReMi
「フィリウス」分派のリーダー。生徒会「ティーパーティー」では、生徒会長に相当する「ホスト」を務める。穏やかで優しい言葉遣いだが、本音をほとんど明かさないため、気難しく謎の多い人物と評されている。趣味はお茶会に使う茶葉やお茶菓子を用意することであり、多くのトリニティ生が彼女のお茶会に招待される日を夢見ている。
聖園 ミカ（みその ミカ）
声 - 東山奈央 / デザイン - YutokaMizu
「パテル」派の元リーダー。元ティーパーティーの一人で、リーダーであるナギサとは幼馴染でもある。
しかし、政治的には対立している立場のため、公私の区別はしっかりしている。いつも楽しそうに笑い、無邪気な姿を見せる彼女だが、人に言えない悩みを胸の裡に抱えているらしい。
牢屋の壁を素手で破壊したり、銃弾を受けても全然痛がらないことなど女の子とは思えないほど力を持っている。
百合園 セイア（ゆりぞの セイア）
声 - 種﨑敦美 / デザイン - kokosando
「サンクトゥス」派のリーダー。未来予知の特殊能力を持っていたが、「色彩」と接触したことをきっかけにそれを失う。
病弱な体質であるとされるが、商品が出てこない自販機を揺らす、ミレニアムサイエンススクールで起きた事件に関わる、段ボールを被って敵地に潜入する、などといった活動的な一面もある。

### 正義実現委員会
剣先 ツルギ（けんざき ツルギ）
声 - 小林ゆう / デザイン - Mx2j
委員長。好戦的で暴力的な性格であり、気に入らないものがあったらとりあえず壊してから考えるタイプ。副委員長であるハスミのお陰で正義実現委員会は辛うじて統制されている。
戦闘となれば制御不能の狂犬であるツルギだが、戦闘以外では冷静である。先生の前では気恥ずかしさを隠し切れない少女のような一面も見せる。
羽川 ハスミ（はねかわ ハスミ）
声 - 瀬戸麻沙美 / デザイン - Mx2j
No.2。暴力的・好戦的なツルギの代わりに、正義実現委員会の戦術指揮官の役割も担当している。
そのため、落ち着いて知的という、トリニティの生徒としては模範的にすら見える。
スイーツが大好物で、食べすぎたときは体重をすごく気にしている。
静山 マシロ（しずやま マシロ）
声 - 鬼頭明里 / デザイン - ポップキュン
背丈ほどもある、不釣り合いなほど長いスナイパーライフルを持ち歩き、黙々と火力支援任務を遂行する少女。
普段の口数は少ない方ものの、人見知りだったり対人関係が苦手だったりというわけではなく、正義に関する話題が始まると急に饒舌になったりする。
仲正 イチカ（なかまさ イチカ）
声 - 鷲見友美ジェナ / デザイン - 7peach
ツルギたちの後輩。「〜っす」という快活な口調で話す。糸目。普段は物静かで常に笑みを浮かべている（ように見える）が、まれに激昂し抑えが効かなくなることがある。

### シスターフッド
トリニティ内の組織のひとつで、ユスティナ聖徒会という組織を前身としている。修道女のような服装をしている。「キヴォトスの住人が安らかに幸せに暮らせる」ことを行動目標に掲げている。
歌住 サクラコ（うたずみ サクラコ）
声 - 加隈亜衣 / デザイン - Crab D / イラスト - Mx2j
「シスターフッド」のリーダー。
何事に対しても真剣に向き合うため、多くの生徒から厚い信頼を受けている。生真面目すぎる上に、大聖堂にいることが多いため、流行や常識には疎く、空回りすることもある。一方で、好物のケーキに興味を示す場面もある。
伊落 マリー（いおち マリー）
声 - 小澤亜李 / デザイン - Vinoker / イラスト - DoReMi
シスターフッドの一員。
一見して可愛らしい印象も受けるが、落ち着いた雰囲気と柔和な笑みから、多くの生徒に頼られている。
まだまだ自分は未熟だと感じており、早く他の先輩たちのような立派なシスターになりたいと思い続けている。
若葉 ヒナタ（わかば ヒナタ）
声 - 日高里菜 / デザイン - tonito
シスターフッドの物品管理者。力仕事を得意としているため、施設の整備や補修も兼任している。一方で、不注意なところがあり、落ち込むことも多い。トラブルに巻き込まれやすい。

### 救護騎士団
蒼森 ミネ（あおもり ミネ）
声 - 堀江由衣 / デザイン - ni02
救護騎士団の団長。
芯が強く実直な性格だが、過激な一面もある。「ミネが壊して騎士団が治療する」という救護騎士団の噂はトリニティ全体に知られている。
そんな彼女だが、自身の装備を整備したり、知人を招いてお茶会を開くことで心を癒す一面がある。また、ハスミと並んで紅茶に対する造詣が深い。
朝顔 ハナエ（あさがお ハナエ）
声 - 優木かな / デザイン - tonito
救護騎士団の団員。前向きで活気溢れる性格をしている。また、彼女の応援を受けた患者は不思議なことにどんな病気でもすぐに治ってしまうという。一方で、患者を見つけると度を超して騒ぎ出し状況を悪化させたりする。
治療はどんなことでもやってみるため、先生が治療法の実験台になったりする。
鷲見 セリナ（すみ セリナ）
声 - 涼本あきほ / デザイン - RONOPU
救護騎士団の団員。善良な性格の持ち主で、健康に関しては過剰なまでに心配性することもあって、周りの生徒たちからは「母親のようだ」とよく言われている。 争いごとは嫌うものの、平和を脅かす敵に対しては毅然とした態度で立ち向かう。
白衣の天使とも言われている。

### 図書委員会
古関 ウイ（こぜき ウイ）
声 - 後藤沙緒里 / デザイン - CHILD
図書委員会の委員長。
本の中でも特に古書を好んでおり、彼女自身も日々「古書館」と呼ばれる場所で古書の解読や管理を行いつつ、引きこもるようにして日々を過ごしている。
その知的好奇心や、古書に関する知識および技術は一級品であり、周囲から二つ名として「古書館の魔術師」と呼ばれている。
同時に中々の人嫌いでもある。
円堂 シミコ（えんどう シミコ）
声 - 富田美憂 / デザイン - あやみ
図書委員会の司書。
大の読書好きで、トリニティの図書館に所蔵されている膨大な蔵書を全て読破したという数少ない生徒の一人である。
本を読むのと同じくらい本を勧めることも好きで、誰かに出会うとまず最初に相手の好みに合わせた本について考えてしまう。

### トリニティ自警団
トリニティ内のパトロールなどを行う自警団。非公認の部活動であり、メンバーも各々が自発的に活動している。
守月 スズミ（もりづき スズミ）
声 - 社本悠 / デザイン - Empew
生徒たちの安全を守る自警団のメンバー。
トリニティの生徒が他の学園に襲われる事件が頻繁に発生したため、これらを防ぐために街中の巡回を始めた。
心優しい性格だが、正義感の強さから冷たい性格だと誤解されがち。
宇沢 レイサ（うざわ レイサ）
声 - 根本京里 / デザイン - kokosando
トリニティ自警団のメンバー。スケバン時代のカズサを知っており、追い回している。
熱く直情的な性格であると同時に、繊細なところもある。

### 補習授業部
阿慈谷 ヒフミ（あじたに ヒフミ）
声 - 本渡楓 / デザイン - Hwansang
補習授業部の部員。
外見も成績も普通だが、穏やかで優しい性格なため周囲から人気がある。
周りの人々の悩みや話をよく聞いてくれるものの、そのせいで雰囲気に流されてしまい、意図せずトラブルを起こしてしまうこともある。「モモフレンズ」というキャラクターグッズを集めるのが趣味で、特に「ペロロ」というキャラクターのグッズを集めている。「ペロロ様」と呼び慕っているほか、ペロロ関連のイベントであれば定期テストをサボってでもイベントに向かう。補習授業部にいるのもテストを受けていないためである。
白洲 アズサ（しらす アズサ）
声 - 種田梨沙 / デザイン - NAMYO
補修授業部の部員。
本来はある学校を中退した身だったが、諸事情でトリニティに転入することになり、再び学業に勤しんでいる。
性格は寂しがり屋だが、他の人に迷惑をかけることを恐れて自発的に距離を置いており、補修授業部の他の生徒から心配されている。
その正体は「アリウススクワッド」のメンバーであり、トリニティ破壊工作のために送り込まれたスパイ。だが補習授業部の部員として過ごすうちに、考えを改めるようになる。それと同時にモモフレンズも好きになっている。可愛いものが好き。
浦和 ハナコ（うらわ ハナコ）
声 - 豊田萌絵 / デザイン - Hwansang
補修授業部の部員で、感情表現が豊かである。
一見すると淑やかなお嬢様だが、実際は性的な言葉をよく使う。補修授業部の部員たちはそのことを知っており、ハナコが次に何を言うのか気をもんでいる。
頭は良く、一年生の時点で三年のテストを全問正解している。意図的に成績を下げて補習授業部に入っている。
下江 コハル（しもえ コハル）
声 - 赤尾ひかる / デザイン - DoReMi
補習授業部の一員。
元々正義実現委員会の所属だったが、成績悪化から留年の危機に陥り、強制的に補修授業部へと入れられてしまった。
本人は自分のことをエリートだと思っているが、実際には学校の授業に全くついていけないくらい頭が悪い。
表向きは卑わいなものを嫌っており、そのような話題に入ると「死刑」と叫ぶ一方、実際は本人も成人向けの雑誌を隠し持っている。

### 放課後スイーツ部
伊原木 ヨシミ（いばらぎ ヨシミ）
声 - 真野あゆみ / デザイン - Mx2j
放課後スイーツ部の部員。「シュガーラッシュ」ではギターを担当。
身長と体型へのコンプレックスから、常に大人っぽくなりたいと思っているが、考えていることが顔にそのまま表れてしまうため、周囲からはいつまでも妹のように可愛がられている。
趣味のカフェ巡りをしながら、限定スイーツを味わう時だけは誰よりも明るい笑みを見せる。
栗村 アイリ（くりむら アイリ）
声 - 水森ちこ / デザイン - まきあっと
放課後スイーツ部の部員。「シュガーラッシュ」ではリーダーでキーボードを担当。
ゆったりとした性格の持ち主で、友達とスイーツを食べながらおしゃべりする時間を何より大切にしている。
好きなものはアイスクリームで、最近はチョコミント味にハマっている。
柚鳥 ナツ（ゆとり ナツ）
声 - 長縄まりあ / デザイン - kokosando
放課後スイーツ部の部員。「シュガーラッシュ」ではドラムを担当。
ロマンチストを自称しており、皆とロマンを共有したいという考えを持っている。ただし、「ロマン」の定義が常に変わり続けることもあり、何かと皆を振り回すことが多い。
杏山 カズサ（きょうやま カズサ）
声 - 夏吉ゆうこ / デザイン - ミモザ / イラスト - Mx2j
「放課後スイーツ部」の部員で、ゆったりとした静かな性格をしている。自分をあまり表に出さないため、普段は他の部員たちに黙々とついていく事が多い。「シュガーラッシュ」ではボーカル兼ベースを担当。
いつも周囲の奇行に巻き込まれて苦労しているが、一方でそういう所も大切に思っている。
かつてはスケバンだった過去を持ち、イベント「放課後スイーツ物語 甘い秘密と銃撃戦」では「放課後スイーツ部」への入部の経緯が描かれている。

## ミレニアムサイエンススクール
理系教科に特化した専門高等学校で、「知識、理解、そして未来」を校訓に掲げている。歴史は浅いが先進の科学技術と生徒の戦術が高く評価されており、トリニティやゲヘナと肩を並べる名門校である。

### セミナー
ミレニアムサイエンススクールの生徒会。
調月 リオ（つかつき リオ）
声 - Lynn / デザイン - Mx2J
生徒会長。生徒たちからは「ビッグシスター」と呼ばれている。
早瀬 ユウカ（はやせ ユウカ）
声 - 春花らん / デザイン - Hwansang
会計。理系生徒の比率が高いミレニアムでも指折りの数学の鬼才で、ミレニアムの予算周りの管理を統括している。
特技は算盤で、複雑なことに悩まされていたり、葛藤している時などに算盤を弾いて落ち着かせる癖がある。
一方、先生に対しては甘く、何かと世話を焼く。
生塩 ノア（うしお ノア）
声 - 鈴代紗弓 / デザイン - Hwansang / イラスト - DoReMi
書記。主にセミナーの決定事項や会議内容を記録しており、ミレニアムの生徒が開発した製品の脱去を鑑別・登録する弁理士の業務も担当している。
非常に優れた記憶力の持ち主で、一度見聞きした内容はほぼ完璧に暗記できる。ユウカと仲が良い。
黒崎 コユキ（くろさき コユキ）
声 - 乾夏寧 / デザイン - MISOM150
ハッキングに関して非常に優秀な能力をもち、暗号やパスワードなどはどんなに複雑なものでも感覚的に解き明かすことができる。その能力を買われてセミナーにスカウトされたが、問題行動により捕縛されている。定期的に脱走しては捕まえられているため、ミレニアム内では指名手配されている。また、その能力を買われて再びセミナーに復帰した。

### ヴェリタス
ミレニアムサイエンススクールのハッカー集団。
各務 チヒロ（かがみ チヒロ）
声 - 山村響 / デザイン - ni02
副部長。部長のヒマリが特異現象特捜部の業務を行っているため、部長代理を務めている。
卓越したプログラミング能力を持つ一方、その能力をなるべく乱用しないようにと心がけている。
いたずらっ子の多いヴェリタスにおける良心的な存在で、常日頃から部員たちに「正しいハッカー倫理」について熱弁しているものの、いざとなれば現場への潜入なども辞さない。
音瀬 コタマ（おとせ コタマ）
声 - 高川みな / デザイン - mona
盗聴を得意としており、他人の秘密話を盗み聞きすることが好き。
ネット上では饒舌だが、現実世界における対人関係の構築を苦手としており、基本的に歳下の1年生にもつい敬語を使ってしまう。
生徒募集のセリフで所属を「ミレニアム学園」としていたこともある（のちに修正）。
小鈎 ハレ（おまがり ハレ）
声 - 貝原怜奈 / デザイン - 9ml
エンジニア。天才児の多いミレニアムにおいても頭一つ抜けた才能を持つ。
ミレニアムで生み出される最先端の機器のほとんどは、彼女の手によって開発されている。
しかしその実力や成果にもかかわらず、自慢したり威張ったりすることなく、他の生徒たちとも交流し、よく話を聞いてくれる優しい女の子である。
コーヒーやエナジードリンクを愛飲しており、カフェイン依存症気味である。
小塗 マキ（こぬり マキ）
声 - 三上枝織 / デザイン - 9ml
グラフィティが好きで、ヴェリタスのエンブレムも彼女の作品である。
基本的に楽天的で思いつくままに動くタイプのため、よく他の部活とトラブルを起こしてしまう。

### エンジニア部
ミレニアムサイエンススクールの機械類、装備品のメンテナンスのほか、常に発明も行っている。発明する機械類の性能は非常に高いが、部員が皆悪ノリして余計な機能をつけたがり、トラブルになりがち。
白石 ウタハ（しらいし ウタハ）
声 - 青地希望 / デザイン - やまかわ
部長。
その肩書に違わず、多種多様なロボットを発明し続けている。
特に彼女がいつも連れているロボット「雷ちゃん」は、PMCの戦闘用オートマタ数百台に匹敵するほどの戦闘能力を持っているとされている。
豊見 コトリ（とよみ コトリ）
声 - 篠原なるみ / デザイン - 三脚たこ
物理学や機械のメカニズムについて一度話し出すと際限がなくなる。ミレニアムで機械と関連したトラブルが発生すると、いの一番に現場へと表れて状況解説を始める。
猫塚 ヒビキ（ねこづか ヒビキ）
声 - 名塚佳織 / デザイン - ミミトケ
やや社交性に乏しく話し方も朴訥としているが、工学に長けており、不思議なものをいくつも発明している。
彼女の発明品はほとんど欠点がないものの、必ず一つは変な機能が含まれており、しばしば使い手を当惑させる。
趣味はコスプレで、衣装制作なども行っている。

### C&C（Cleaning&Clearing）
ミレニアムサイエンススクールにある組織のひとつ。表向きは奉仕活動を行っているが、その実態はあらゆる仕事を請け負うエージェント組織である。また、全員がメイド服（もしくはバニースーツ）を着用している。
美甘 ネル（みかも ネル）
声 - 小清水亜美 / デザイン - Mx2j
リーダー。一見してメイド服の上にスカジャンを着たチンピラの子供にしか見えないが、実はミレニアム最強の戦闘能力を持ったエージェントである。
そのため彼女のコールサイン「ダブルオー（00）」は、界隈では約束された勝利の象徴とされている。
一之瀬 アスナ（いちのせ アスナ）
声 - 長谷川育美 / デザイン - Mx2j
コールサインは「ゼロワン（01）」で、卓越した動物的な感覚と直感とで数々の難関を乗り越えてきたベテランである。
任務中、勝手に人を信じて正体を明かしたり、疑わしいものは全て壊してしまうなど、理解し難い行動も多々あるが、最終的にはきちんと成果を収める。
角楯 カリン（かくだて カリン）
声 - 沼倉愛美 / デザイン - Mx2j
コールサインは「ゼロツー（02）」で、後方から強力な火力支援を担っている。
荒っぽそうな外見に反して、C&Cの要員の中でも一番慎重な性格の持ち主で、作戦中暴走するアスナやアカネに翻弄されている。
元々は「セミナー」の保安部員だったが、清掃活動や優雅なティータイム、可愛いメイド服目当てで「C&C」に移籍した経緯を持つ。また、かわいいカフェの経営を夢見る一方、良妻賢母にもあこがれている。
室笠 アカネ（むろかさ アカネ）
声 - 原由実 / デザイン - Mx2j 
コールサインは「ゼロスリー（03）」で、「掃除」特化要員である。
柔らかい印象を武器に敵陣へ潜入し、爆薬で綺麗に掃除してしまうため、「掃除のプロフェッショナル」という二つ名で知られている。
飛鳥馬 トキ（あすま トキ）
声 - 石川由依 / デザイン - DoReMi
「C&C」5番目のエージェント。コールサイン「ゼロフォー（04）」。
生徒会長リオの専属メイド兼護衛を務めており、単独での行動が多い一方、寂しがり屋という一面もある。リオのもとを離れてからはヒマリの専属となる。

### 特異現象特捜部
リオが、キヴォトスに起こる特殊な事件を調査させるため、部長をヒマリに委ねて作った部活。
明星 ヒマリ（あけぼし ヒマリ）
声 - ゆかな / デザイン - MISOM150
部長。「ヴェリタス」の元部長でもある。
自称・「超天才病弱美少女ハッカー」。ハッカーであると同時に、占星術などのオカルトにも造詣が深い。
和泉元 エイミ（いずみもと エイミ）
声 - 松永あかね / デザイン - ポップキュン
口数が少なくぼんやりと経っていることが多い。非常に暑がりで、普段から露出の多い格好をしている。
しかしセミナーの依頼を受けて任務を遂行する時だけは、誰よりも効率的に動き、迅速に目標を達成させる。

### ゲーム開発部
コンピュータゲームの開発を主とする部活動。
天童 アリス（てんどう アリス）
声 - 田中美海 / デザイン - DoReMi
廃墟で発見されたアンドロイドの少女。年齢を含めほぼすべての情報が不詳。名前は発見された台座に「AL-1S」と書かれたものをモモイが「アリス」と読み間違えたことから。
現在は部員となりモモイやミドリ、ユズと共にゲームを楽しんで、重度のゲームマニアになっている。彼女の発言のほとんどがレトロゲームのセリフで構成されているため、やや会話がたどたどしかったり不自然な点がある。
ケイ
デザイン - DoReMi
アリスのもう一つの人格となるAI。本来の名前は「Key」（キー）だが、モモイに「ケイ」と読み間違えられて以来、その名前で通している。
才羽 モモイ（さいば モモイ）
声 - 徳井青空 / デザイン - キキ
シナリオライター。ミドリの双子の姉である。
陽気な性格もあって、もともと内気な妹とはそりが合わなかったが、ゲームという共通の話題を見つけて関係が改善した。
才羽 ミドリ（さいば ミドリ）
声 - 高田憂希 / デザイン - キキ
イラストレーター。モモイの双子の妹である。
内気な性格もあって、もともと陽気な姉とはそりが合わなかったが、ゲームという共通の話題を見つけて関係が改善した。
花岡 ユズ（はなおか ユズ）
声 - 寺澤百花 / デザイン - YutokaMizu
部長。ゲームを作ることもプレイすることも好きで、ゲームに対する情熱は並大抵のものではない。
一方で、他人とのコミュニケーションを非常に苦手としている。そのため、大半の時間をゲーム開発部の部室にあるロッカーの中で過ごしており（部室以外では段ボールに隠れていることもある）、めったに外に出てこない。
オンラインゲーム上では「UZQueen」というハンドルネームを用いている。

### トレーニング部
乙花 スミレ（おとはな スミレ）
声 - 今井麻美 / デザイン - Fame
リーダー。世の中のあらゆる問題は筋肉と運動とで解決できると信じている。
野正 レイ（のまさ レイ）
声 - 稲垣好 / デザイン - MISOM150
本来の所属は「野球部」。4番バッターの新人。打率は約8パーセント。トレーニング部には筋トレのために仮入部をしている。

### 擬似科学部
かつて存在していた部活。インチキ開運グッズを売り捌く部活動からリオに廃部を言い渡された。
ミライ
元部長。廃部に追い込んだリオに一方的な因縁を付けている。

## 山海経高級中学校
中華風の学校。「山海経」は「せんがいきょう」と読む。高級中学校は日本でいう高等学校に相当する。

### 玄龍門
山海経の生徒会。
竜華 キサキ（りゅうげ キサキ）
声 - 相坂優歌 / デザイン - YutokaMizu
生徒会長。生徒たちからは「門主様」とも呼ばれている。一人称は「妾（わらわ）」で、古風な口調で話す。
玄龍門の門主の座には3年生が就任するのが慣例となっていたが、先代の不祥事により2年生でその地位に就く。その時から虚弱体質となり、一日に行動できる時間は常人より短くなった。サヤからは薬の処方に加え、毎日「ばんざい体操」なる軽めの体操を行うことを勧められている。
近衛 ミナ（このえ ミナ）
声 - 佐藤利奈 / デザイン - MISOM150
執行部長。キサキの護衛も務めている。
古いノワール映画が好きで、映画のようなクールな振る舞いに憧れている。映画から台詞を引用することも多いが、適切な引用が出来ずに周囲から困惑されることも多い。

### 梅花園
山海経における幼稚園に相当する施設。園児たちの面倒を見る教官としての活動も行う。
春原 シュン（すのはら シュン）
声 - 伊藤静 / デザイン - 9ml
訓育支援部「梅花園」の教官。
優しくて寛大な人柄であり、梅花園の園児たちだけでなく、山海経の他の生徒たちからも信頼されている。
教官として長く働いていることもあり、園児たちのいたずらにもめったに怒ることはないが、自分の年齢について言及されると敏感な反応を示す（プロフィール上では「極秘」となっている）。
春原 ココナ（すのはら ココナ）
声 - 五十嵐裕美 / デザイン - seicoh
「梅花園」の教官の一人。シュンの妹。11歳。
本来は小学校に通う年齢だが、優れた学習能力が認められ、教官の権限を持つまでになった。園生たちからは親しみを込めて「ココナちゃん」と呼ばれているが、ココナ自身はその呼称をあまり喜んでいない。

### 錬丹術研究会
薬子 サヤ（やくし サヤ）
声 - 田村ゆかり / デザイン - whoisshe
錬丹術研究会の部員。小学校の頃にはすでに学位を六つも取っていたほどの天才児。ただし、人をいじめたり問題を巻き起こすトラブルメーカーとして知られている。
ネズミのネズ助とは幼少の時から行動を共にしており、彼女にとっては家族のような存在である。

### 玄武商会
山海経の商人たちによる連合組織。複数の飲食店を傘下に持つ。
朱城 ルミ（あけしろ ルミ）
声 - 青山吉能 / デザイン - カンザリン
商会長。山海経の伝統料理を始め、様々な料理に精通する料理人。伝統にこだわらずさまざまな新料理に挑戦しているが、挑戦が常に成功するわけではなく「試作品」は皆から恐れられている。
鹿山 レイジョ （かやま レイジョ）
声 - 菅沼千紗
ルミの護衛。カンフーをこよなく愛している。

### 京劇部
漆原 カグヤ（うるしばら カグヤ）
部長。

## 百鬼夜行連合学院
グルメ、温泉、祭りなどといった観光業が盛んな学院。かつてはそれぞれ独自の取り決めを持った部活や委員会が独立勢力を保っていたが、現在はそれらが寄り集まって「連合」の形を成している。従って、正式な生徒会が存在しない。

### 陰陽部
百鬼夜行連合学院の実質的なトップ。複数の組織が存在する百鬼夜行連合学院において、各勢力の調停役として活動している。他学校の自治区を統治する生徒会とは役割が異なるが、生徒たちからは実質的な生徒会として扱われている。
部活動の新設の承認、自治区の観光広報、興行活動なども行っている。
天地 ニヤ（あまち ニヤ）
声 - 植田佳奈 / デザイン - にぎりうさぎ
陰陽部の部長。常に笑顔で飄々とした性格。
イベント「不忍ノ心」では「ニヤニヤ教授」と名乗り魑魅一座の「気まぐれ流」を唆していたが、後に登場するニヤニヤ教授との関連性はないとされる。
桑上 カホ（くわかみ カホ）
声 - 松井恵理子 / デザイン - 7peach
陰陽部の副部長。観光文化産業広報支援部の戦略リーダーでもある。生真面目な性格。
百鬼夜行の文化への愛情が深く、文化産業の広報にはとても高い情熱を持つ。チセの熱烈なファンでもある。
和楽 チセ（わらく チセ）
声 - 嶋村侑 / デザイン - Hwansang
陰陽部の部員で、俳句のような伝統文化が好きで入部した経緯を持つ。
その外見や仕草から滲み出る神秘的な雰囲気ゆえ、百鬼夜行の生徒や学区内の住民たちから羨望と信仰の的になっているが、本人はそのことをほとんど自覚していない。愛称は「チセにゃん」。

### 百花繚乱紛争調停委員会
百鬼夜行連合学院において治安維持や風紀委員会のような活動を行なっている部活動。
七稜 アヤメ（ななかど アヤメ）
委員長。ミチルからは「陽キャ」と称されている。コクリコに敗れ、助けようとしたナグサに「あんたを友達と思ったことなんて一つもない」と辛辣な言葉を吐き捨てながら「黄昏」に飲み込まれ、消息不明となる。
のちに生存が判明、花鳥風月部の説得を受けてこれに協力していた。最終的にナグサとの一騎討ちに敗れ、現在は昏睡状態になっている。
御稜 ナグサ（ごりょう ナグサ）
声 - 佐倉薫 / デザイン - Mx2J
副委員長。アヤメの幼馴染。右腕は「黄昏」に呑まれそうになったアヤメを助けようとし、呑み込まれかけたことから不随になっていた（のちに回復）。
臆病者であり、アヤメと張り合うために冷静沈着なクールビューティーを演じていた。
勘解由小路 ユカリ（かでのこうじ ユカリ）
声 - 村上まなつ / デザイン - Mx2J
一年生。実家の勘解由小路家は由緒ある家柄であるが、それを継がずに百花繚乱へと入部している。憧れの百花繚乱の所属であることに誇りを持っている。
不破 レンゲ（ふわ レンゲ）
声 - 小市眞琴 / デザイン - Mx2J
二年生。百花繚乱の切り込み隊長。正義感に厚い活発な人物。百花繚乱には思い入れはあるものの、それとは別に青春を謳歌できていないのではないか、という思いも抱えている。
桐生 キキョウ（きりゅう キキョウ）
声 - 小松未可子 / デザイン - Mx2J
二年生。百花繚乱の作戦参謀。冷静でクールな性格だが、仲間想いの優しい一面も持つ。
クズノハ
デザイン - DoReMi
百花繚乱を創設した初代委員長。現在は在籍記録を抹消し、100年以上の時を生きており、生徒達からは存在自体が都市伝説と噂されている預言者となっている。

### お祭り運営委員会
河和 シズコ（かわわ シズコ）
声 - 森永千才 / デザイン - whoisshe
お祭り運営委員会の委員長で、伝統的な喫茶店「百夜堂」の看板娘兼オーナーも務めている。
普段はドジな女の子だが、それはあくまでも看板娘としての一面に過ぎず、実際はお祭りの成功と百夜堂の売上のためなら手段を択ばない。その一方、油断すると感情表現が素直に出てしまうため、親しい友人はもちろん、先生にもすべて知られている。
朝比奈 フィーナ（あさひな フィーナ）
声 - 木戸衣吹 / デザイン - OSUK2
任侠に憧れている生徒。ただし、趣味の映画鑑賞を通じて得た知識が基礎となっているため、おかしなことになっている。
明朗快活で、人を助けることに喜びを覚える。
里浜 ウミカ（さとはま ウミカ）
声 - 新田ひより / デザイン - eno
お祭り好きな生徒。キヴォトス全域で開催されている全てのお祭りを把握している。田舎出身で都会のお祭りに対して憧れがあり、他校の視察にもよく行っている。

### 修行部
春日 ツバキ（かすが ツバキ）
声 - 白砂沙帆 / デザイン - Mx2j
修行部の部長。
「より安らかで完璧な睡眠」を目指して常に修行している。その極めっぷりや、座っていても立っていても、さらにはご飯を食べながらも寝ることができるほどである。ついた二つ名は「眠り姫」。
いつもうとうとしているが、夜になると街を守るために密かに暗躍する。
水羽 ミモリ (みずは ミモリ)
声 - 田中理恵 / デザイン - tokki
修行部の副部長で、ツバキとは幼馴染。
いつも朗らかな笑顔と穏やかな物腰で、皆からの人望が非常に厚い。
幼い頃に読んだ少女漫画の影響で「大和撫子」になりたいという夢を抱き、修行部へと入った。
幼馴染であり部長でもあるツバキとともに、料理や掃除などの修行に日々邁進している。
勇美 カエデ (いさみ カエデ)
声 - 加藤英美里 / デザイン - kokosando
修行部の部員。
元々は百鬼夜行でもかなり田舎の方に住んでいたいたずらっ子だったが、偶然出会ったツバキとミモリにあこがれて修行部へ入部した経緯を持つ。
理想に近づくために日々研鑽を積んでいるが、その修行の大半はなぜかトラブルに繋がってしまう。

### 忍術研究部
千鳥 ミチル (ちどり ミチル)
声 - 水橋かおり / デザイン - seicoh
忍術研究部の部長。基本的にいつも根拠のない自信に満ち溢れている。
映画もアニメもグッズも嗜む忍者オタクで、それが高じて「忍術研究部」を設立し、動画チャンネル「少女忍法帖ミチルっち」を立ち上げて動画投稿もするようになった。
キヴォトス全域に忍者の良さを知ってもらうため、彼女は今日も忍術研究部の部員たちと共にあちこちを駆け回っている。
久田 イズナ（くだ イズナ）
声 - 阿澄佳奈 / デザイン - はねこと
忍術研究部の部員。キヴォトス最高の忍を夢見ている。明るくて活気溢れるが、周囲に自分の夢を理解されず、これまでずっと独りぼっちで生きてきた。
普段は忍者になるための修行として、先生の護衛と称してひそかに追い回している。
大野 ツクヨ (おおの ツクヨ)
声 - 後藤彩佐 / デザイン - にぎりうさぎ
忍術研究部の部員。
幼い頃から成長が早かったこともあり、その体躯をからかわれてしまうことが多く、結果として今の引っ込み思案な性格が形成された。
基本的に他者との会話が苦手だが、一度決心をするとどんな状況にでも飛び込んでいくという強さも持ち合わせている。
忍者のことにはまだ詳しくないものの、尊敬するミチル、そしてイズナと共に、現在は楽しく忍術研究部の活動に勤しんでいる。

### 花鳥風月部
存在が百物語ではないかと噂される謎の部活。過去に百花繚乱に打ち倒されたとの噂だけが残っている。
コクリコ
部長。女郎蜘蛛を思わせる花魁の姿をしている。
正体は20年前に消息不明になった勘解由小路家の巫女であり、儀式を放棄したとみなされたことから家を追放され、勘解由小路家に伝わる3冊の怪談を盗み出した。
箭吹 シュロ（やぶき シュロ）
部員の一人。餓鬼のような小柄な少女で、稲生物怪録を操る力を持つ。趣味は「朽木 修羅」・「柏木 修羅」名義で執筆している小説とネットサーフィン。
土生 アザミ（はぶ アザミ）
古参メンバーで百鬼夜行の分校であるエビス分校の元知事会会長。

### 魑魅一座
「すだまいちざ」と読む。ヘルメット団同様、多数の派閥が存在する無法者集団。
アラタ
「路上流」の座長。

## レッドウィンター連邦学園
キヴォトスの奥地に位置する学園。連邦生徒会の影響力が薄く、事務局独自の統治に反発した為か変わったサークルが数多く存在し、生徒達も個性派揃い。

### レッドウィンター事務局
連河 チェリノ（れんかわ チェリノ）
声 - 丹下桜→矢野妃菜喜/ デザイン - Hwansang
レッドウィンター連邦学園の生徒会長。横暴で子供っぽい一方、権力への執着と欲求が非常に強く、毎週のように革命やクーデターによって失脚させられるものの、その度どうにかして生徒会長の座に復帰することを繰り返す。
「権威というものはヒゲから出るもの」という考えから、付けヒゲを着用している。また、生徒会長室（チェリノのオフィス）にはヒゲをつけた彼女をモチーフにしたと思われる厳つい髭面の男の肖像画が飾られている。
佐城 トモエ（さしろ トモエ）
声 - 厚木那奈美 / デザイン - mery
レッドウィンター事務局の秘書室長にしてチェリノの側近筆頭。
どんなことでも彼女が話すともっともらしく聞こえるという話術の達人的な存在で、チェリノ会長に対する忠誠心を定期的に様々な場所で吹き込んでいる。
チェリノ自身は、トモエが自分のカリスマに感化されて忠誠心を持っていると考えているが、その実トモエはチェリノを盲目的に可愛がっているだけだったりする。
池倉 マリナ（いけくら マリナ）
声 - 平井祥恵 / デザイン - Mx2j
レッドウィンター連邦学園の治安維持を担当する保安委員会における委員長。
校則違反をすれば問答無用で無慈悲な懲罰を下すため冷酷な人物と思われているが、実際はチェリノ会長の命令を着実に遂行しているだけである。
「突撃」という言葉が好きで、何につけても突撃を繰り返す。また、レッドウィンターで何か問題が起きた際に真っ先に飛び出しては道に迷うことも多い。

### 227号特別クラス
レッドウィンター連邦学園にて停学処分を受けた生徒たちが所属する矯正施設の一つ。227号特別クラスは事務局からも忘れられた旧校舎が使用されている。
天見 ノドカ（あまみ ノドカ）
声 - 佐藤聡美 / デザイン - 日下雲
「望遠鏡などを使ったストーキング行為」を理由に停学処分を受けた生徒。
世の中の美しいものを直接その目で観察したいという欲求が強く、先生もその対象の一つ。227号特別クラスで長い間苦労をしてきたせいで、貧乏性が染み付いている。
間宵 シグレ（まよい シグレ）
声 - 河瀬茉希 / デザイン - ミミトケ
配給用カンポットに密かにアルコールを混ぜたとして停学処分を受けた生徒。
同じく227号特別クラスのノドカとは幼馴染で、ノドカと一緒に居たいがためにわざと騒ぎを起こしたのではないかと噂されている。なお噂の真相とは別に、カンポットは好物として、ポケットウイスキーの瓶に入れて常に持ち歩いている。

### 知識解放戦線
図書委員会。本好きが集まっており、蔵書のコレクションや同人活動などをおこなっている。
レッドウィンターにおいて三本の指に入るほど所属生徒が多い部活でもある。事務局が認可していない不法な書籍なども所有している。事務局からの検閲や取り締まりなどに反抗するためのクーデターなども行っている。
姫木 メル（ひめき メル）
声 - 新井里美 / デザイン - ぶくろて
「メルリー」のペンネームで同人活動を行っている生徒。実在の生徒たちを題材としたナマモノ同人をメインに活動している。
秋泉 モミジ（あきいずみ モミジ）
声 - 大亀あすか / デザイン - キキ
図書館に多くの書籍を所蔵するために活動している文学少女。事務局にも多くの図書購入申請を提出しているが、個人的な嗜好であるため大半は却下されている。

### 工務部
土木工事や建築などを行う部活動。
安守 ミノリ（やすもり ミノリ）
声 - 菊池紗矢香 / デザイン - 二色こぺ / イラスト - 7peach
部長。ストライキ、デモ活動が趣味であり、何かしらの理由をつけてはレッドウィンター事務局や連邦生徒会に対して抗議活動を行なっている。

### 出版部
荒槇 ヤクモ（あらまき ヤクモ）
部長。
三善 タカネ（みよし タカネ）
評論家。

## ヴァルキューレ警察学校
英文略称は「KSPD VALKYRIE」（KSPDとは「Kivotos Student Police Department」の略）。
キヴォトスの様々な問題対処に携わっている学校。各地に拠点が存在し、正義感に満ちた生徒が多いが、各自治体の制限などにより結果ヴァルキューレだけでの事件解決はほとんどない。所属生徒にはそれぞれ制式銃が支給されている。

### 公安局
尾刃 カンナ（おがた カンナ）
声 - 松岡美里 / デザイン - kokosando
ヴァルキューレ警察学校・公安局の局長。
担当すると決めた犯罪に対して、諦めることを知らぬほどに執拗に聞き込み、真相を明らかにすることから、世間では「狂犬」というあだ名で知られている。
固い空気とあだ名のせいで激情型だと誤解されがちだが、実際は常に冷静で、現実的な価値観の持ち主である。
コノカ
副局長。カンナを「姉御」と呼ぶ。
緩い性格をしているが実際はスパルタ精神を持つ体育会系。ジンクスを気にする癖がある。

### 生活安全局
中務 キリノ（なかつかさ キリノ）
声 - 中島優衣 / デザイン - 日下雲 / イラスト - DoReMi
生活安全局の一員。
学園都市の治安を維持する警察の姿に憧れてヴァルキューレ警察学校に入学したものの、射撃の腕前が致命的だったために生活安全局の所属になってしまった。
それでも彼女は諦めず、犯人を鮮やかに制圧できるような警察になろうと、夢を諦めることなく日々努力を続けている。
合歓垣 フブキ（ねむがき フブキ）
声 - 平山笑美 / デザイン - ミミトケ　
生活安全局の怠け者の一員。
ものぐさな性格で、のんびりとした公務員の生活に憧れ、ヴァルキューレ警察学校に入学した。生活安全局に何か苦情が舞い込んできても、基本的には一貫して誠意の無い態度で処理し、金や名誉に振り回されない窓際族の生活を楽しんでいる。
一番好きなことはドーナッツを食べながらラジオを聞くこと。

## SRT特殊学園
学園名の「SRT」は「Special Response Team（特別対応チーム）」の略。
連邦生徒会長直属の学園で、政治的理由等でヴァルキューレ警察学校で対応ができない案件を担い、所謂特殊部隊に属する特殊な任務に対応するための学園である。SRT特殊学園の活動に対して責任を負う存在が不在となってしまったことから、連邦生徒会内の協議の末に閉鎖が決定された。

### RABBIT小隊
月雪ミヤコを筆頭とする小隊。その名の通り全員がウサギの飾りを身につけている。学園の閉鎖に伴いヴァルキューレに吸収される予定であったが、それを拒否した全員が「子ウサギ公園」でテントを張って生活している。
月雪 ミヤコ（つきゆき ミヤコ）
声 - 藤田茜 / デザイン - 日下雲 / イラスト - YutokaMizu
小隊長。コールサイン「RABBIT1」。
先輩たちの活躍に憧れてSRT特殊学園に入学した経緯を持つ。表情の変化が少ないため周りからは不愛想だと思われているが、実際は常に隊員たちのことを気にかけている。
空井 サキ（そらい サキ）
声 - 友永朱音 / デザイン - YutokaMizu
ポイントマン。コールサイン「RABBIT2」。
厳格な規則に基づく生活を求めてSRT特殊学園に入学した経緯を持つ。SRTの戦術が書かれた教範を常に持ち歩いており、基本的にいつも原則通りの行動を重視している。山菜などを採集したり、廃品などを集める趣味があり、それは資源が不足しがちな現在の公園生活において、色々と役立っている模様。
風倉 モエ（かぜくら モエ）
声 - 井澤詩織 / デザイン - Mx2j
オペレーター。コールサイン「RABBIT3」。
何かを爆破したり台無しにしたりすることが好きで、強大な火力を保有したSRT特殊学園の武器に憧れて入学した経緯を持つ。
その一方、オペレーターの腕だけは確かである。
重症の甘いもの好きで、いつも棒キャンディを口にくわえている。
霞沢 ミユ（かすみざわ ミユ）
声 - 後藤邑子 / デザイン - YutokaMizu
スナイパー。コールサイン「RABBIT4」。
狙撃手としての才能を見入られてSRT特殊学園に入学した経緯を持つ。存在感が希薄で、そのこと自体は狙撃任務に役立つものの、敵だけではなく味方にすら存在を忘れられることも多い。また、自己肯定心がやや低い。

### FOX小隊
RABBIT小隊の先輩にあたり、3年生で構成される。メンバー全員がキツネの耳を持つ。
ワカモを捕縛するなど数々の任務をこなしているが、最終編段階では連邦生徒会の不知火カヤの指揮下にある。
七度 ユキノ（しちど ユキノ）
デザイン - MISOM150
小隊長。コールサイン「FOX1」。
ニコ
デザイン - CHILD
副小隊長。コールサイン「FOX2」。
クルミ
ポイントマン。コールサイン「FOX3」。
オトギ
スナイパー。コールサイン「FOX4」。

## アリウス分校
トリニティ総合学園の前身となった学園のひとつだが、総合化に反対し総合化したトリニティから迫害、領外追放され姿を消した。しかし、エデン条約締結日に式典会場で大規模テロを敢行、自らを「エデン条約機構（ETO）」と名乗り、トリニティとゲヘナに事実上の宣戦布告をする。

### アリウススクワッド
アリウス分校の特殊部隊。 
錠前 サオリ（じょうまえ サオリ）
声 - 石上静香 /デザイン - 9ml
アリウススクワッドのリーダー。
目的のためなら手段と方法を選ばない冷徹な姿と、時には激情を露わにする姿が共存した少女。
ゲリラ戦術に関しては他の追随を許さない専門家だが、日常生活ではやや世間知らずな一面を見せることも。
アリウススクワッドの戦闘力は彼女が訓練を見ていた結果なのだとか。
槌永 ヒヨリ（つちなが ヒヨリ）
声 - 中原麻衣 /デザイン - 9ml
自尊心が低く基本的にネガティブで、自虐的な言葉を頻繁に口にする。
戒野 ミサキ（いましの ミサキ）
声 - 土屋李央 /デザイン - 9ml
他人にも自分にも興味が薄く、時折自暴自棄とも取れる行動を起こす、手首や首元には、何かを隠すように分厚い包帯が巻かれている。
秤 アツコ（はかり アツコ）
声 - 花澤香菜 /デザイン - 9ml
意図的に顔を隠そうとしているわけではないものの、食事や睡眠の時以外はほとんどガスマスクをつけて生活している。
代々世襲性であるアリウス分校の生徒会長の血筋である「ロイヤルブラッド」と呼ばれる特殊体質であることから他メンバーからは「姫」（ヒヨリからは「姫ちゃん」）と呼ばれ、マエストロとベアトリーチェからは「ユスティナ聖徒会」の複製の生贄として狙われている。

## ハイランダー鉄道学園
キヴォトスの地上鉄道を管理する学園。

### 管理室
朝霧 スオウ（あさぎり スオウ）
管理監督官。橘姉妹が所属する「CCC」とは敵対しており、部下として見ていないが手を焼いている。
元はどこの学園にも所属していなかった。のちに一時的にカイザーPMCの庇護下に入る。

### Central Control Center
略称は「CCC」。ハイランダー鉄道学園の生徒会にあたる。
橘 ヒカリ（たちばな ヒカリ）
声 - 石見舞菜香 / デザイン - CHILD
「CCC」の幹部。妹のノゾミと共に類稀なる列車運転の才能から幹部に任命される。
マイペースな性格で、先生にはよく懐く。
橘 ノゾミ（たちばな ノゾミ）
声 - 星谷美緒 / デザイン - CHILD
ヒカリの双子の妹。姉と比べて活発であるが、常識人な一面を持つ。
運転には列車にロケットブースターを取り付けたりドリフトする荒技を行うなど速さにこだわる癖がある。

### 貨物輸送管理部
内海 アオバ（うつみ アオバ）
声 - 田嶌紗蘭 / デザイン - nemoga
整備士。橘姉妹に対しては毒舌。

## ワイルドハント芸術学院
学園生活は芸術的活動に直結するとみなされていることから、「部活動」が存在しない（ただし非公式な組織、いわば同好会はいくつか存在する）。

### オカルト研究会
板垣 カノエ（いたがき カノエ）
声 - 氷青

白尾 エリ（しらお エリ）
声 - 今泉りおな

椎名 ツムギ（しいな ツムギ）
詩人のようにおっとりとした性格だが、実はデスメタル系バンド所属。野外ライブをしていたところを放課後スイーツ部と出会い、「シュガーラッシュ」結成のきっかけを与えた。
衣斐 レナ（きぬい レナ）

雲類鷲 マナミ（うるわし マナミ）
評議会長。

## 七囚人
連邦生徒会長の失踪を期に矯正局から脱獄した七人の凶悪な囚人。それぞれが二つ名を持つ。
狐坂 ワカモ（こさか ワカモ）
声 - 斎藤千和 / デザイン - NAMYO
無差別かつ大規模な破壊行為により「災厄の狐」と呼ばれ恐れられる少女。動機も目的も一切が謎に包まれている。百鬼夜行を停学処分となった後に矯正局へと入れられたが、さらにそこから脱獄した。
狐の面をつけていることが多い。
清澄 アキラ（きよすみ アキラ）
表向きはワイルドハント芸術学院の寮監隊の幹部「ミリア」であるが、実態は美術品を狙い、予告状を出してからそれを盗み取る怪盗のような行動から「慈愛の怪盗」の二つ名を持つ。
申谷 カイ（しんたに カイ）
「五塵の獼猴（ごじんのびこう）」の二つ名を持つ、錬丹術研究会の元会長。
神仙になろうとして「仙丹」の錬成を目論み、その材料となる「萬年参（まんねんじん）」を密輸、剰え錬成過程において数多の生徒を再起不能にしたため、山海経を抹籍・永久追放された。復籍を目論み暗躍していたが、未遂に終わる。
「百花繚乱編」第2章では、自らを「リク」と名乗りナグサ達のアヤメ救出の助太刀に入る。
栗浜 アケミ （くりはま アケミ）
「伝説のスケバン」の二つ名を持ち、スケバン達の間では伝説的な存在として語られている。
大柄で筋骨隆々な姿をしており、戦車や車両すらも素手で破壊する見た目通りの怪力の持ち主だが、情に厚い。舎弟を引き連れており、お嬢様のような口調で喋る。

## ゲマトリア
キヴォトスの外の存在である謎の組織。メンバーは地下生活者を除いて上流階級のような服装とそれぞれ異形の姿をしている。キヴォトスにおける「神秘」を探求しているが、メンバーごとに目的は異なっている。
黒服
声 - 坂巻学（アニメ版） / デザイン - Mx2J
その名の通りの黒いスーツを着た存在。体は黒く無機質で、所々に亀裂が走っている。「黒服」という名前はホシノが仮に名付けたものだが、本人も気に入っているのか、自分でもそう名乗っている。
Vol.1「対策委員会編」で初登場。カイザーPMCに協力していた。
マエストロ
デザイン - Mx2J
マネキン人形のような双頭の存在。神秘を用いて自身の芸術を表現することを目的としている。
ゴルコンダ&デカルコマニー
デザイン - Mx2J
首のない男性「デカルコマニー」と、デカルコマニーが抱える写真に後ろ向きに写っている「ゴルコンダ」の二人組。お互いが「虚像」と「非実在」を象徴する記号であり、相棒であると語られている。
ゴルコンダは紳士的な口調で話し、デカルコマニーは「そういうこった！」と相槌を打つのみ。本体はデカルコマニーであり、死ぬことができない。
Vol.FINAL「あまねく奇跡の始発点編」ではシロコ＊テラーの襲撃を受けたことでゴルコンダが失われたらしく、新たに「フランシス」が登場している。
フランシス
デザイン - Mx2J
Vol.FINAL「あまねく奇跡の始発点編」にて、ゴルコンダと入れ替わる形で登場。叫ぶ男のような顔が描かれた絵画。デカルコマニーが顔の位置に掲げている。
ゴルコンダと違い威圧的な口調。また、フランシスが登場してからはデカルコマニーが相槌を打つことがなくなる。
ベアトリーチェ
デザイン - Mx2J
白いドレスを纏った貴婦人。赤い肌、黒い長髪、複数の目が特徴。アリウスの生徒たちからは「マダム」とも呼ばれている。
Vol.3「エデン条約編」から登場。アリウス自治区を支配しており、生徒たちにトリニティへの憎悪を抱くように教育していた。アツコの「神秘」を奪おうとするもアリウススクワッドと先生に敗北する。
Vol.FINAL「あまねく奇跡の始発点編」では先生に敗れたことから憎悪を抱き、他のメンバーの忠告を無視して独断で「色彩」を呼び寄せる暴挙に至り、そのことから見切りを付けられゲマトリアを追放された。
地下生活者
過去にゲマトリアを追放され、幽閉されていた男。黒衣に複数の目とローマ数字で「18」の数字が書かれた漆黒の仮面を付けたゲマトリアの中でも異質な姿をしている。Vol.1「対策委員会編」第3章「夢が残した足跡」から登場。
卑屈で陰鬱とした性格で物事をテーブルトークRPGの用語で例え、ゲームマスターのような口調で喋るが、自らの考えを否定されると激昂して凶暴な口調になる。

## デカグラマトン
アイン
ソフ
オウル
自らを「デカグラマトンを敬愛する者」と名乗る謎の3人組。3人共にヘイローを持たず、×形の瞳孔とアルビノの肌を持ち、機械的な装飾を身に纏っている。
個別の特徴としてアインはマスク、ソフはイヤーマフ、オウルはバイザーを付けている。

### 預言者
ケテル
第1の預言者。四足歩行の小型戦車の姿をしており、機関砲とミサイル装備の「Type.V」、キャノン砲装備の「Type.C」、電磁兵器装備の「Type.E」が存在する。
コクマー
第2の預言者。巨大な船から怪獣のような姿に変形する。アイン曰く「恥ずかしがり屋」らしい。
ビナー
第3の預言者。アビドス砂漠に徘徊する巨大な機械の大蛇。
ケセド
第4の預言者。破棄された工場のAIがデカグラマトンの手により改造された姿。巨大な球体の姿をしている。
ゲブラ
第5の預言者。人型の機動兵器であり、多彩な武器を扱う。
ティファレト
第6の預言者。レッドウィンター連邦学園が建てた種子貯蔵庫（シード・ボルト）の主。
ホド
第8の預言者。ミレニアムサイエンススクール製の通信ユニット「ハブ」が改造された姿。
マルクト
第10の預言者。預言者達を統率する最後の預言者。他の面々とは異なり、人間の少女の姿を取っている。
現在は機能停止しており、アイン達が「お姉様」と呼び慕い、復活を企んでいる。

## 「色彩」
キヴォトス外部に存在する超常的存在。
プレナパテス
デザイン - Mx2J
自らを「色彩の嚮導者」と名乗る、デスマスクが付いた人型の棺桶の姿をした大男。
正体はすでに故人である別の時間軸の先生が、無名の司祭の傀儡として変わり果てた姿。
シロコ＊テラー
声 - 小倉唯 / デザイン - Mx2J
プレナパテスと同じ時間軸におけるシロコ。先生と対策委員会の仲間達を全て失い、無名の司祭の手によりアヌビスと化した姿。ヘイローの一部が割れたようになっており、Vol.1「対策委員会編」第3章「夢が残した足跡」に再登場時と実装時には割れた部分が修復されている。
無名の司祭
作中の世界の創造主となる神的存在。複数の個体が存在しており全員が司祭のような白装束、純白の仮面を付けている。

## その他の登場人物

### ヘルメット団
キヴォトスに複数存在する武装集団。その名の通り構成員はヘルメットを着用している。「カタカタ〜」、「びしょびしょ〜」、「ジャブジャブ〜」等、様々な擬音を冠した一派が存在する。

#### ジャブジャブヘルメット団
河駒風 ラブ（こまかぜ ラブ）
デザイン - CHILD
幹部構成員。

### クロノススクール

#### 報道部
風巻 マイ（かざまき マイ）
デザイン - maruchi
取材、レポートを担当。
川流 シノン（かわる シノン）
声 - 羽鳥颯希 / デザイン - ポップキュン
自称アイドルレポーター。
「シノンのバトルパス」の画面に登場。

### エンジェル24
ソラ
声 - 林鼓子 / デザイン - Hwansang
シャーレの1階にあるコンビニ「エンジェル24」でアルバイトをしている中学生。
少し怖がりで、人と話をするのも苦手だが、頑張って接客をしている。

### カイザーコーポレーション
キヴォトスで活動している大企業。「儲かればそれでいい」という悪徳企業そのものの信条を持つ。所属者はいずれもロボットの姿をしている。
プレジデント
カイザーコーポレーションの重役とされる人物。
ジェネラル
「カイザーPMC」の幹部兼司令官。
カイザーPMC理事
声 - 稲田徹（アニメ版） / デザイン - Mx2J
「カイザーPMC」の理事。大柄なロボットの姿をしている。
黒服と共謀してアビドス高等学校を借金漬けにした張本人。対策委員会に破れてからは下部組織の「オクトパスバンク」に左遷させられ、「カイザー営業職員」となった。

### 無所属
スケバン
声 - 天海由梨奈、嶋野花、紡木吏佐（アニメ版）　/ デザイン - DoReMi（通常）、kokosando（水着）
敵キャラの不良たち。表情差分や水着の立ち絵がある。
無限回転寿司戦隊 カイテンジャー
デザイン - YutokaMizu
頭に寿司のネタを乗せた特撮ヒーローの格好をした無法者集団。構成員はすべて女性（顔は隠れている）。
トロを乗せたレッド、穴子を乗せたブラック、カリフォルニアロールを乗せたグリーン、玉子を乗せたイエロー、エビを乗せたピンクの5人で構成され、合体ロボ「KAITEN FX」を保有する。
ニヤニヤ教授
本名・所属いずれも不明。キヴォトスの裏社会に暗躍する謎の少女。
柴大将
声 - 市来光弘（アニメ版） / デザイン - Mx2J
柴犬の獣人で、セリカのアルバイト先のラーメン屋「柴関ラーメン」の店主。
ペロロ
デザイン - Hansang / イラスト - kokosand
作中のファンシーキャラクターブランド『モモフレンズ』の主役格。目の焦点が合わず、長い舌が剥き出しになった鳥の姿をしたキャラクター。世論ではその不気味な外見から酷評されているが、ヒフミをはじめとしてファンが少数存在している。
戦闘では巨大化して背中に鶏冠が付いた姿の「ペロロジラ」が登場する。

### コラボレーションによるゲストキャラクター
| 名前     | 読み              | 声優       | デザイン   | イラスト   | 出典                  |
| -------- | ----------------- | ---------- | ---------- | ---------- | --------------------- |
| 初音ミク | はつね ミク       | 藤田咲     | YutokaMizu | YutokaMizu | 初音ミク              |
| 御坂美琴 | みさか みこと     | 佐藤利奈   | -          | ミミトケ   | とある科学の超電磁砲T |
| 食蜂操祈 | しょくほう みさき | 浅倉杏美   | -          | ミミトケ   | とある科学の超電磁砲T |
| 佐天涙子 | さてん るいこ     | 伊藤かな恵 | -          | ミミトケ   | とある科学の超電磁砲T |

### 漫画版オリジナルキャラクター
不動 アン（ふどう アン）
デザイン - 野際かえで
『便利屋68業務日誌』の第18話から登場。
不動産管理仲介部所属（所属校は不明）。自身はタワーマンション暮らしであり、相手の要望を聞き入れつつも粗悪な物件を押し付けてその反応を見ることを愉しんでいる。そのことから口コミは最低評価、前回の依頼者の反感を買って狙われることがしばしばある。